# Vojtěch Suchý (malíř)
Vojtěch Suchý (německy Adalbert Suchy; 22. dubna 1783 Švihov – 25. srpna 1849 Vídeň) byl český malíř –miniaturista.

## Život
S lekcemi kreslení začal ve Vídni u mědirytce Jacoba Matthiase Schmutzera (1733–1811). Od roku 1802 studoval na Akademii výtvarných umění ve Vídni. Zde byl v roce 1806 oceněn Gundelovou cenou. Po absolutoriu působil ve Vídni, kde se vypracoval mezi přední miniaturisty své doby v monarchii. 

## Dílo
Jeho nejstarší miniatura je datována rokem 1805. Druhá („Portrét francouzského důstojníka sloužícího v rakouské armádě“) se datuje do roku 1806. Kromě miniaturních portrétů také tvořil pastelové obrazy. Jeho práce ukazují na vliv Vavřince Grünbauma (1791–1830), Josepha Lanzedellyho staršího (1772–1831) a Bernharda von Guérarda (1780–1836). 
Jeho výjimečnost a kvality však dosvědčují zakázky vídeňského císařského dvora. Portrétoval rakouské císaře Františka I., Ferdinanda I., jejich manželky a příbuzné, sicilskou královnu, brazilskou císařovnu, generály a důstojníky, vysoké představitele katolické církve a umělce. Portrétované osoby rád stavěl před kontrastní šedomodré pozadí oblačnéh oblohy.
Vojtěch Suchý namaloval mezi jinými portréty Johanna Strausse staršího, Adalberta Stiftera a Františka Xavera Pecháčka.
Jeho dcerou byla malířka Maria Antonia Suchy.

## Zastoupení ve sbírkách
Jeho díla jsou ve sbírkách vídeňské Albertiny, Uměleckoprůmyslového musea v Praze, Národního muzea v Praze (2) a Moravské galerie v Brně.

## Galerie

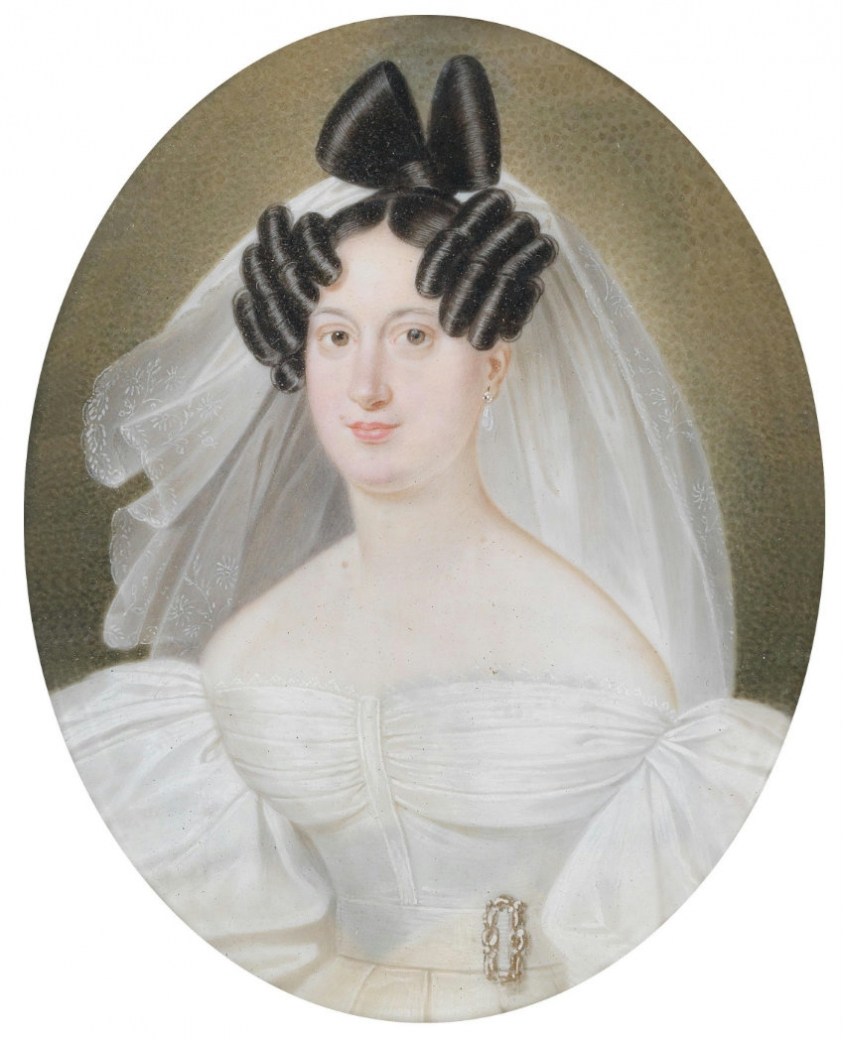
Vojtěch Suchý – portrét nevěsty s biedermeierovským účesem (1835)
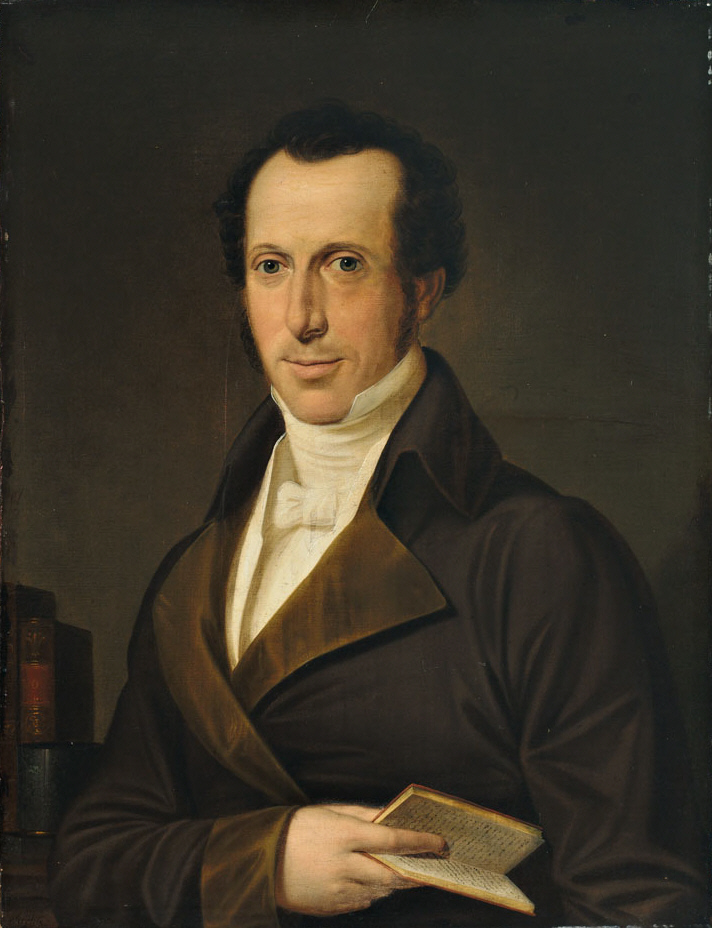
Vojtěch Suchý – mladý učenec (kol.1820)
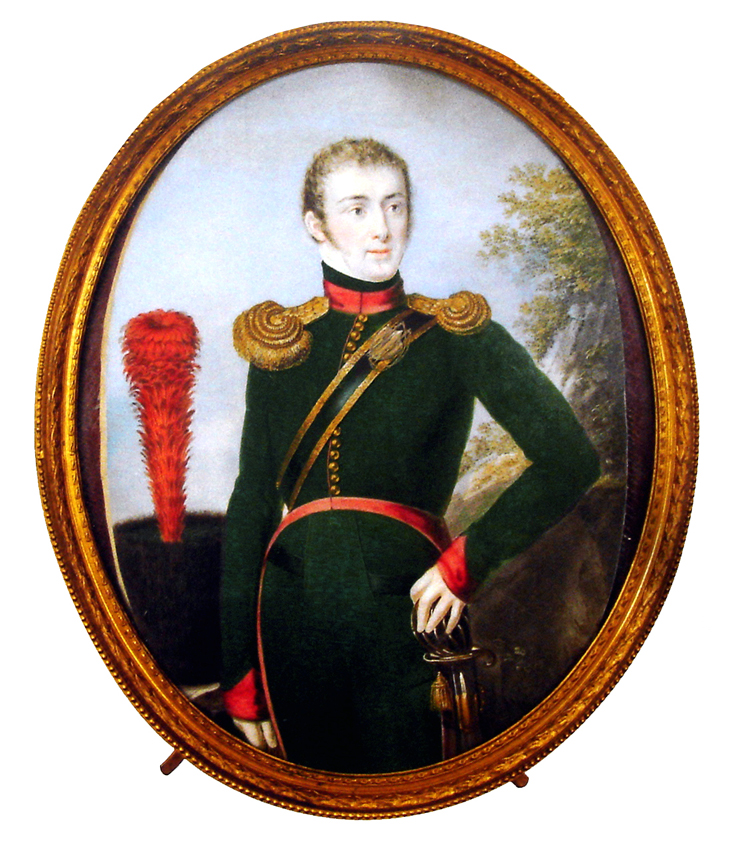
Vojtěch Suchý – mladý důstojník (asi 1826-1827)